# 禰宜町 (名古屋市)
禰宜町（ねぎちょう）は、愛知県名古屋市中村区の地名。

## 歴史

### 町名の由来
泥江縣神社（広井八幡社）の禰宜職が当地に居を構えていたことに由来する。

### 沿革
- 1878年（明治11年）12月28日 - 愛知郡広井村の一部により、名古屋区禰宜町として成立[1]。
- 1889年（明治22年）10月1日 - 名古屋市成立に伴い、同市禰宜町となる[1]。
- 1908年（明治41年）4月1日 - 中区成立に伴い、同区禰宜町となる[1]。
- 1938年（昭和13年）9月1日 - 一部が広小路西通に編入され、消滅[1]。
- 1944年（昭和19年）2月11日 - 中村区成立に伴い、同区禰宜町となる[1]。
- 1981年（昭和56年）6月7日 - 名駅南一丁目に編入され、廃止[1]。

## 施設
当地は名古屋市街と烏森を結ぶ柳街道が通過し、西側近郊農業地帯から農産物の集積がなされた。明治に入ると、青物市場や生魚市場が成立し、大いに賑わった。